# Grenzbach (Darmühlenbach)
Der Grenzbach ist ein linker Nebenfluss des Darmühlenbachs in Rödinghausen-Bieren.
Er entspringt in der Nähe der Bierener Kirche und mündet nach nur 1,2 km südwestlich davon, in der Nähe des Gut Böckel, in den Darmühlenbach (Darmühlenbachkilometer 6,4). Bei der Mündung liegt eine Kläranlage, die die geklärten Abwässer in den Bach leitet. Der Grenzbach hat seinen Namen wohl durch seine Funktion als Grenze zwischen den ehemals selbstständigen Gemeinden Bieren und Bünde-Muckum.